# Nampcelles-la-Cour
 Nampcelles-la-Cour  es una población y comuna francesa, situada en la región de Picardía, departamento de Aisne, en el distrito y cantón de Vervins.

## Demografía
| 440 | 458 | 466 | 473 | 503 | 502 | 518 | 524 | 512 | 472 | 451 | 415 | 434 | 400 | 365 | 360 | 342 | 330 | 312 | 290 | 224 | 240 | 250 | 221 | 207 | 228 | 199 | 188 | 167 | 152 | 141 | 133 | 136 |
| Para los censos de 1962 a 1999 la población legal corresponde a la población sin duplicidades (Fuente: INSEE [Consultar]) |     |     |     |     |     |     |     |     |     |     |     |     |     |     |     |     |     |     |     |     |     |     |     |     |     |     |     |     |     |     |     |     |